# جيرت بروكوب
جيرت بروكوب (بالألمانية: Gert Prokop)‏ (و. 1932 – 1994 م) هو كاتب، وصحفي، وكاتب خيال علمي، وكاتب للأطفال من ألمانيا، وألمانيا الشرقية، ولد في ريشتنبرغ، توفي في برلين، عن عمر يناهز 62 عاماً.

## التعليم
تعلم في Weißensee Academy of Art Berlin ‏
.

## جوائز
حصل على جوائز منها:
- جائزة كرد لاسويتز [الإنجليزية]‏ (1994)
- جائزة الخيال العلمي الألماني لأفضل رواية [الإنجليزية]‏ (1990)

## وصلات خارجية
- جيرت بروكوب على موقع IMDb (الإنجليزية)
- جيرت بروكوب على موقع قاعدة بيانات الأفلام السويدية (السويدية)
- جيرت بروكوب على موقع ديسكوغز (الإنجليزية)
- جيرت بروكوب على موقع قاعدة بيانات الفيلم (الإنجليزية)

- جيرت بروكوب في قاعدة بيانات الأفلام على الإنترنت